# Amer (Catalogne)
Pour les articles homonymes, voir Amer.
Amer  est une commune espagnole du nord de la Catalogne. Elle est située dans la province de Gérone, dans la comarque de la Selva.

## Géographie

### Localisation
Amer se situe au nord de la comarque de la Selva, à 18 km à l'ouest de Gérone. D'une altitude allant de 200 m dans la vallée à près de 1 000 m, le territoire de la municipalité se trouve à l'intérieur du piémont pyrénéen.

### Voies de communication et transports
Amer est traversée par la route C-63 qui la relie à Olot au nord et Santa Coloma de Farners au sud.

## Histoire
La première nouvelle documentaire dont nous disposons concerne la bataille que l'armée de Charlemagne a menée contre les Maures en 785 dans l'Indret de Sant Corneli, dans la ville de Sant Climent d'Amer.
Au cours d'une série de mégaséismes, Amer est en grande partie détruite le 15 mars 1427.

## Économie
L'économie est diversifiée avec une agriculture pluviale et l'irrigation, à laquelle s'ajoute l'élevage de bovins, d'ovins et de porcins. On trouve des industries textiles, de production de papier, de produits chimiques et vétérinaires et l'embouteillage d'eau minérale. Le tout est complété par le tourisme.

## Culture locale et patrimoine

### Lieux et monuments
- Le monastère Sainte-Marie possède une église d'origine romane.
- La place à arcades.

### Personnalités liées à la commune
- Josep Maria de Porcioles i Colomer (1904-1993), né à Amer, maire de Barcelone de 1957 à 1973.
- Pere Fontàs i Puig (1932-2002), compositeur de sardanes.
- Carles Puigdemont (né en 1962 à Amer), homme politique, maire de Gérone de 2011 à 2016, puis président de la Généralité de Catalogne du 12 janvier 2016 au 28 octobre 2017.
- Paquita Jolis Puig, née en 1916 à Amer, militante espagnole.